# Fernán Caballero, Ciudad Real
Fernán Caballero là một đô thị thuộc Ciudad Real, Castile-La Mancha, Tây Ban Nha. Diện tích 103,96 km², dân số 1.148 người, mật độ 11,04 hab/km².

## Dân số
| 1991  | 1996  | 2001  | 2004  |
| ----- | ----- | ----- | ----- |
| 1.094 | 1.036 | 1.072 | 1.037 |